# لائيبم
لائيبم هو والد الملك سرجون الأكدي كما ذكر في قائمة الملوك السومريين وكذلك ذكر في العصر الHشوري وهو من مدينة ازوبيرانو السامية التي ولد بها سرجون.